# Peinture romantique brésilienne

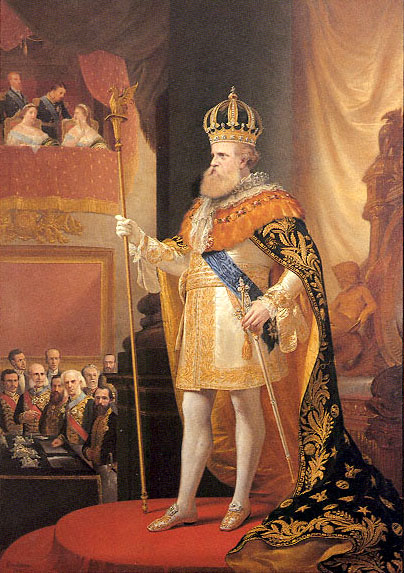
Pedro Américo, Fala do trono (c. 1872, Musée impérial du Brésil).

La peinture romantique brésilienne a été la principale expression des arts plastiques au Brésil dans la seconde moitié du XIXe siècle. Cette production picturale s'inscrit dans l'évolution locale du mouvement romantique et coïncide approximativement avec la période du Second Règne, mais ses caractéristiques sont tout à fait uniques, se distinguant en plusieurs points de la version originale du Romantisme européen, et de la même manière elle ne peut être considérée comme un parallèle exact de l'importante manifestation du romantisme dans la littérature brésilienne de la même époque. Elle avait un caractère palatin et sobre, apportait une forte charge néo-classique et se mêlait bientôt au réalisme, au symbolisme et à d'autres écoles, dans une synthèse éclectique qui dura jusqu'aux premières années du XXe siècle.
Sur le plan idéologique, la peinture du romantisme brésilien s'est principalement articulée autour du mouvement nationaliste habilement orchestré par l'empereur Pierre II, conscient des problèmes découlant de l'absence d'unité culturelle dans un pays aussi vaste et soucieux de présenter au monde l'image d'un Brésil civilisé et progressiste. Ce nationalisme s'est davantage exprimé dans la reconstitution visuelle d'événements historiques importants, dans la représentation de la nature et des types populaires, et dans la réhabilitation de l'Indien, en léguant un ensemble d'œuvres d'art qui figurent encore aujourd'hui en bonne place dans les musées nationaux, dont le symbolisme frappant et efficace a contribué de manière puissante à la construction d'une nouvelle identité nationale et a fait pénétrer de manière indélébile certains de ses meilleurs exemples dans la mémoire collective du peuple brésilien,.
Les artistes les plus représentatifs de ce mouvement sont Manuel de Araújo Porto-Alegre, Pedro Américo, Victor Meirelles, Rodolfo Amoedo et José Ferraz de Almeida Júnior.

## Le romantisme européen

Eugène Delacroix, La Liberté guidant le peuple (1830, Musée du Louvre). Exemple du caractère révolutionnaire et passionné du romantisme dans sa phase la plus vigoureuse.

Le romantisme pictural, contrairement à ce que l'on pense généralement, était un conglomérat de styles très différents et souvent opposés, qui a prospéré en Europe entre le milieu du XVIIIe siècle et la fin du XIXe siècle. Les critiques ne sont pas non plus parvenues à un consensus sur la définition du style romantique ou même sur la question de savoir si l'on peut dire qu'il y a eu un « mouvement » romantique per se au sens où on l'entend généralement. La seule chose que ces tendances avaient peut-être en commun était une appréciation de la vision individuelle, unique et originale de l'artiste, qui avait développé une conscience aiguë, souvent intensément dramatique, de soi-même et des aspects irrationnels de son univers intérieur, et pour la première fois dans l'histoire de l'art, il se croyait libre de rendre compte à la société et à ses mécènes de l'art qu'il produisait, en fondant son jugement non pas sur le rationalisme ou sur un programme esthétique apriorique, mais plutôt sur ses sentiments privés, qui n'étaient pourtant pas indifférents à la transcendance du moi dans une communion mystique avec la nature ou l'infini. Charles Baudelaire l'expliquait ainsi :

« Le romantisme ne se trouve ni dans le choix des thèmes ni dans leur vérité objective, mais dans la manière de ressentir. Pour moi, le romantisme est l'expression la plus récente et la plus actuelle de la beauté. Et ceux qui parlent de romantisme parlent d'art moderne, c'est-à-dire d'intimité, de spiritualité, de couleur et de tendance à l'infini, exprimé par tous les moyens dont disposent les arts. »

L'expression du génie individuel a souvent généré des projets esthétiques qui cherchaient délibérément à choquer, à courtiser le bizarre, le non conventionnel, l'exotique et l'excentrique et à frôler le mélodrame, le morbide et l'hystérique. Une grande partie de cette génération a souffert de ce que l'on a appelé le « mal du siècle », un sentiment de vacuité, d'inutilité de tous les efforts, de mélancolie indéfinissable et incurable, d'insatisfaction perpétuelle,. Théodore Géricault a dit « quoi que je fasse, j'aurais aimé le faire différemment ».

Horace Vernet, L'Ange de la mort (1851, Musée de l'Ermitage). Vernet a été l'un des maîtres de Pedro Américo. L'Ange de la mort est une œuvre typique du romantisme sentimental de la seconde moitié du XIXe siècle.

D'autre part, la fervente appréciation de la nature des romantiques a souvent conduit à la conception d'un idéal de vie panthéiste et à une nouvelle approche de l'aménagement paysager, et leur historicisme a révolutionné la vision de l'homme dans l'histoire et la valeur des institutions traditionnelles telles que l'État et l'Église. Un idéalisme humaniste qui cherchait à réformer la société a conduit de nombreux romantiques à dresser un portrait sensible des gens, de leurs coutumes et de leur folklore, ainsi que de leur histoire, qui ont été à la base de la naissance ou du renforcement des mouvements nationalistes dans divers pays. Cependant, après la période turbulente de la Révolution française et de l'Empire napoléonien, l'élan visionnaire, humaniste, turbulent et stimulant des premiers romantiques s'est effondré. Le thème perd de son importance par rapport à la technique et à la forme, et ils se retirent le plus souvent dans les mondes utopiques de l'Orient ou du Moyen Âge, ou leur force dégénère en sentimentalité bourgeoise et en conventionnalité, qui ne recherche que le décoratif, l'exotique et le pittoresque. Sur le plan technique, la peinture romantique abandonne en général la prédominance du dessin sur la couleur et le rationalisme compositionnel de la tradition néo-classique au profit de compositions plus vivantes et d'un plus grand attrait émotionnel, où la couleur et la tache sont des éléments de plus grand poids dans la construction de l'œuvre, en cherchant à créer des effets d'atmosphère et de lumière plus suggestifs et plus sensibles.
Le romantisme est ainsi un mouvement complexe et contradictoire, qui naît du classicisme et qui s'en abreuve autant qu'il le rejette, voire se bat avec lui-même. L'accent mis sur l'individualisme a naturellement généré une grande multiplicité d'approches esthétiques et de corps idéologiques, et a finalement donné à ses membres le sentiment typique d'être déracinés, apatrides et incompris. Selon Arnold Hauser, « les objectifs artistiques sont devenus trop personnels, le critère de la qualité artistique, trop différencié, pour pouvoir en parler à l'école. »

## Le romantisme brésilien

### Antécédents esthétiques et idéologiques

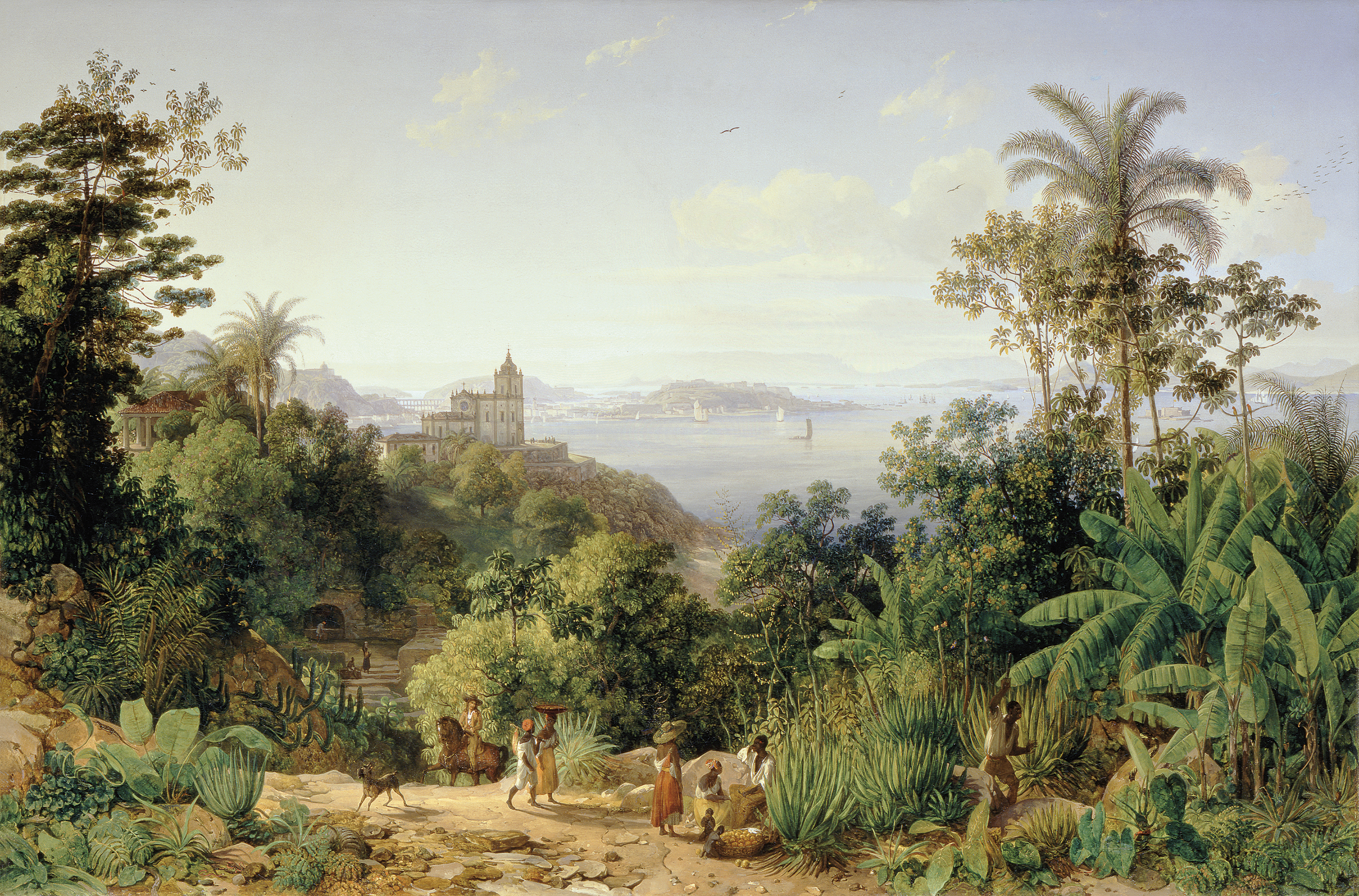
Thomas Ender, Vista do Rio de Janeiro (1817, Académie des Beaux-Arts de Vienne).

Bien qu'il ne soit apparu comme un courant dominant dans la peinture qu'entre 1850 et 1860, le romantisme brésilien a pris racine dans les premières décennies du XIXe siècle, avec l'émergence de plusieurs naturalistes étrangers venus à la recherche de terres encore à explorer. Outre la motivation purement scientifique de ces expéditions, il y avait parmi eux plusieurs peintres et illustrateurs animés par la tendance romantique à valoriser la nature et la fascination pour l'exotisme. Thomas Ender était l'un d'entre eux, participant à la mission autrichienne (pt), et s'est concentré sur les « rencontres ethniques » qui ont eu lieu dans le paysage urbain et les environs de Rio de Janeiro. Un autre, membre de l'expédition Langsdorff (pt), était Johann Moritz Rugendas, qui, selon Pablo Diener, était « possédé de l'émotion que le romantisme allemand définit comme Fernweh, c'est-à-dire la nostalgie du lointain ». Dans ses aquarelles, reproduites plus tard sous forme d'estampes, il avait tendance à représenter l'Indien et le noir d'une manière idéalisée, presque héroïque, mais il n'était pas aveugle à leurs souffrances. Il n'a pas non plus ignoré la majesté du paysage brésilien, refusant de répondre aux exigences de précision scientifique de son entrepreneur et adoptant une attitude créative indépendante, essentielle pour les romantiques de l'ancien monde,.

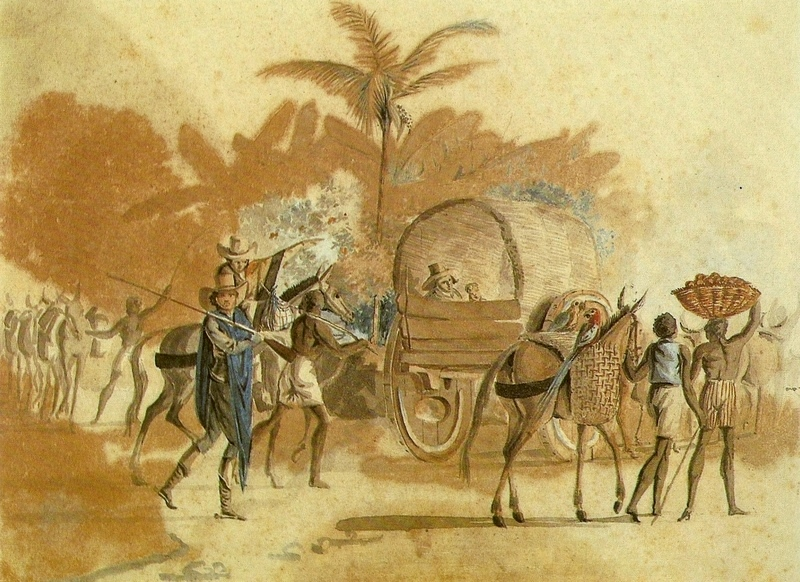
Adrien Taunay, Família do interior do Brasil em viagem (1818, Museu do Açude).

Adrien Taunay, qui a également participé à l'expédition Langsdorff, était le fils de Nicolas Antoine Taunay, de la Mission artistique française. Son œuvre se distingue par son traitement monumental de la nature, encore malmenée par le colonisateur, s'approchant de l'esthétique du sublime, l'une des sources les plus puissantes du romantisme européen. Il a associé des éléments descriptifs à d'autres éléments évocateurs, créant ainsi des interrelations entre la peinture de paysage et la peinture historique. Un autre précurseur a été la recommandation faite en 1826 par l'attaché consulaire français Ferdinand Denis de remplacer les tendances classicistes en faveur des caractéristiques locales, faisant l'apologie de la nature et la représentation des coutumes indigènes, dans laquelle l'Indien devrait être valorisé comme le premier et le plus authentique habitant du Brésil,.

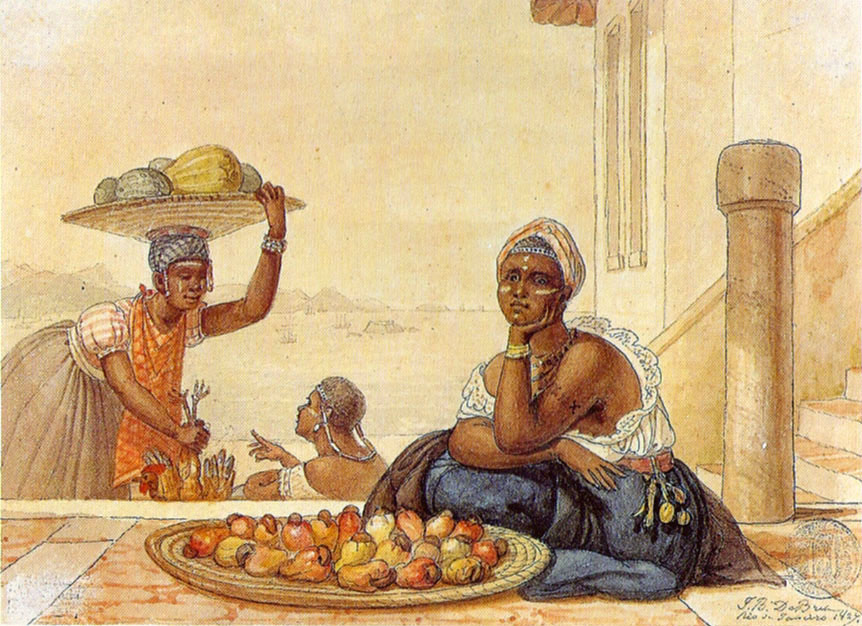
Jean-Baptiste Debret, Negra tatuada vendendo cajus (1827, aquarelle tirée du ').

Il faut aussi se souvenir de Jean-Baptiste Debret comme d'un artiste dont l'œuvre, d'une rigoureuse origine néoclassique, arrivant au Brésil, est devenue sanglante, s'adaptant au climat et à l'informalité de l'environnement tropical. Il a été impressionné par la mélancolie des esclaves — le banzo — et l'a représenté dans plusieurs aquarelles, dont celle de la Negra tatuada vendendo cajus (« Négresse tatouée vendant des noix de cajou », 1827), qui est restée célèbre. L'ensemble de ses aquarelles, rassemblées dans le Voyage pittoresque et historique au Brésil (pt), publié en France, est un document humain et artistique inestimable de la vie brésilienne de son époque, où le néoclassicisme disparaît pratiquement remplacé par une description empathique et naturaliste du nègre captif qui avait un fond humaniste typiquement romantique,.
Ces artistes ont contribué à faire « redécouvrir » en quelque sorte le Brésil, tant par les Européens que par les Brésiliens eux-mêmes, car les 300 ans de colonisation n'avaient pas rendu sa réalité particulièrement visible. De plus, le début de l'urbanisation en cours, aux limites encore diffuses, a favorisé la capture de la vie urbaine dans l'esprit intégrateur du paysage romantique européen traditionnel. La particularité du processus brésilien, selon Vera Siqueira, est que :

« Toute cette vision pittoresque de la ville est liée au schéma intellectuel européen qui, depuis Rousseau, tend à penser la nature comme un espace de pureté, de santé physique et spirituelle. Cependant, dans la trace du voyageur, nous ne pouvons pas toujours percevoir ce genre d'idéalisation bourgeoise, car elle exigeait, par hypothèse, l'expérience civique de la ville moderne. En sol tropical, cette absence finit par postuler une distinction insuffisante entre la nature et la ville, toutes deux intimement touchées par une inarticulation d'un type original. L'idéalité ne peut être transposée ni à la nature ni à l'expérience urbaine, et cette dernière doit se fonder à l'avenir sur une promesse passée, sur les prémices d'une histoire non accomplie dont les signes restent inconnus, à redécouvrir. »

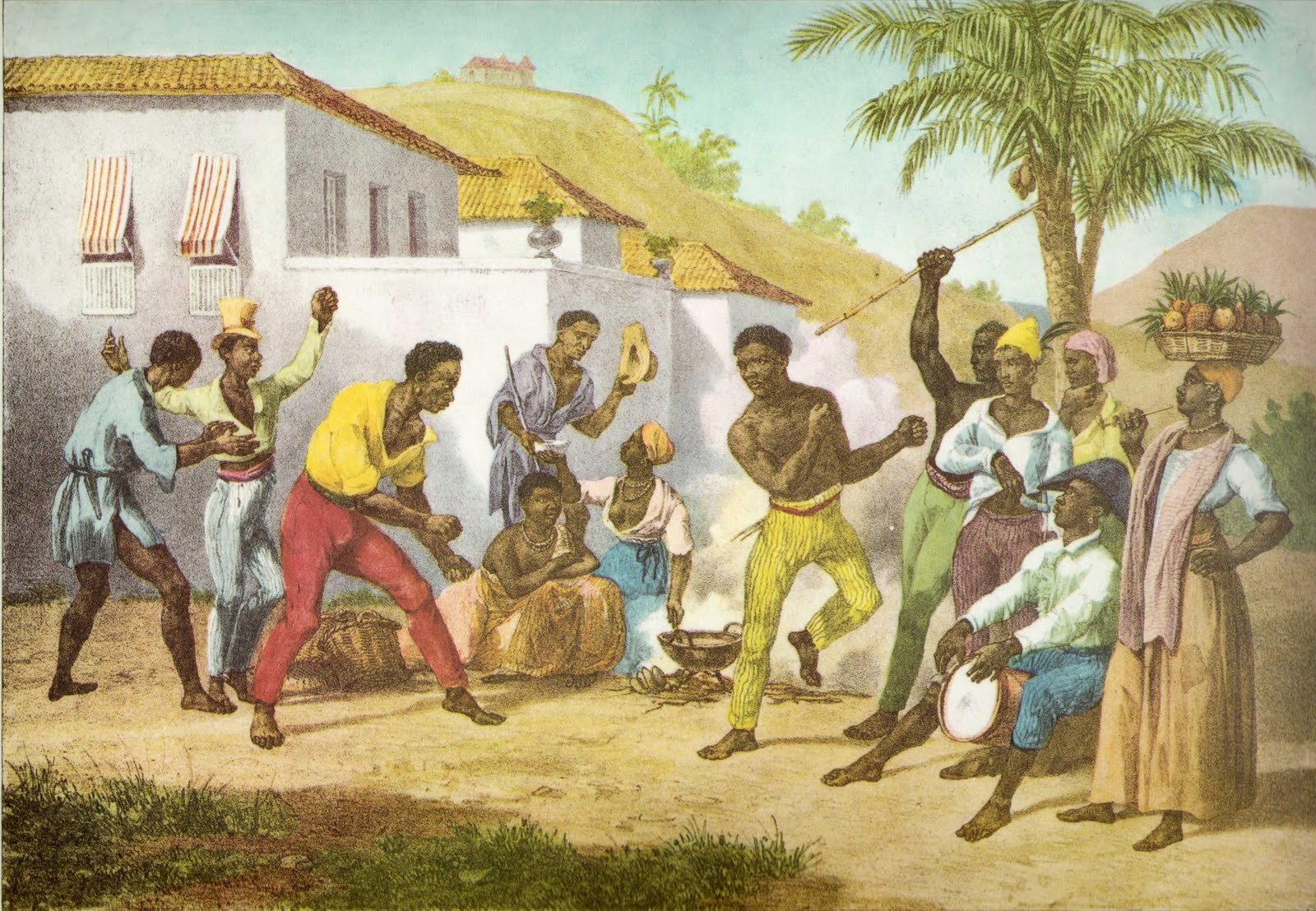
Jogar Capoëra - Danse de la guerre (1835), par Johann Moritz Rugendas.

Outre la contribution des peintres itinérants et de certains poètes pionniers comme Maciel Monteiro, un groupe d'intellectuels a été plus directement essentiel pour initier le mouvement romantique brésilien, qui aurait en l'empereur Pierre II un grand paladin. Actif dès les années 1830, peu après l'Indépendance, et favorisant une série de débats sur la direction politique, économique, culturelle et sociale que devrait prendre, ce groupe souhaitait que la nouvelle nation jette les bases de la perspective d'interprétation du Brésil qui serait adoptée dans les décennies suivantes par les milieux officiels et présentait  « une configuration mythique de la réalité brésilienne basée sur les possibilités révélées par l'autonomie politique. Cette configuration mythique, ancrée dans l'exaltation de la nature et du peuple naturel du Brésil, est maintenant reproduite tout au long de la période qui s'étend de 1840 à 1860, époque de consolidation de l'État monarchique brésilien. »
Ses principaux forums de diffusion étaient quelques magazines de grande diffusion à l'époque, tels que la Revista Nitheroy (revue Nitheroy), le Jornal de Debates Políticos e Literários (le Journal des débats politiques et littéraires) et le Revista do Instituto Histórico e Geográfico do Brasil (Journal de l'Institut historique et géographique du Brésil). Parmi ses débatteurs les plus actifs figuraient Domingos José Gonçalves de Magalhães, Francisco de Sales Torres Homem (pt) et Manuel de Araújo Porto-Alegre.

### Conjoncture sociale, économique et culturelle

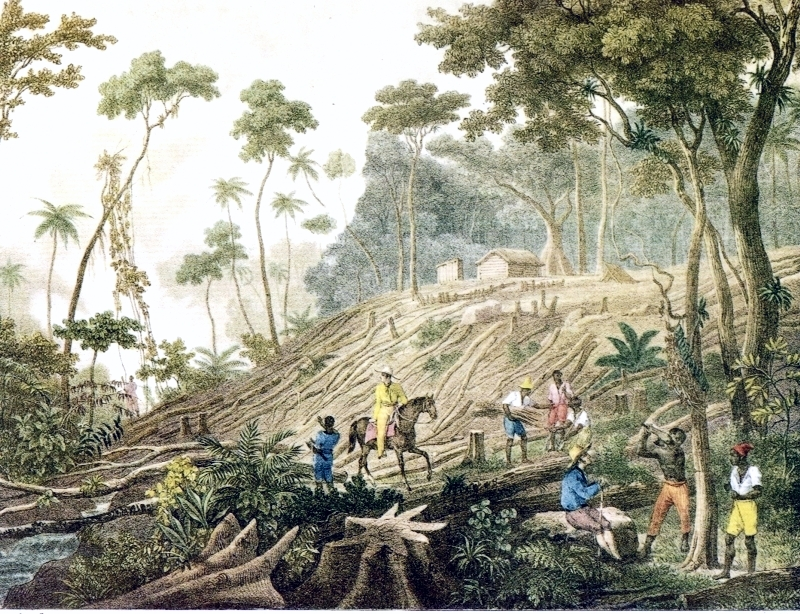
Esclaves défrichant une forêt, vers 1820-1825, par Johann Moritz Rugendas).

Dans le domaine économique et social, avant l'Indépendance, une grande partie des richesses naturelles, le pau-brasil, l'or et les diamants, avait été donnée au Portugal, et jusqu'à l'arrivée du roi Jean VI en 1808, le pays était resté une simple colonie avec des objectifs purement extractifs. L'enseignement supérieur était découragé et il n'y avait pratiquement pas de ressources pour l'éducation plus élémentaire de la population résidente. Quand la cour portugaise est arrivée, elle a trouvé un territoire vraiment désolé, inculte et pauvre. Grâce aux circonstances et dans l'incertitude du retour à la métropole, le roi a entamé un processus d'ouverture internationale et de développement économique plus progressif. Mais cette floraison ne dura pas longtemps, et bientôt le Brésil fut abandonné, tentant même d'imposer, à défaut d'indépendance, un retour au modèle colonialiste précédent.
Sur le plan artistique, la présence de la cour a permis quelques avancées, comme la fondation de l'École royale des sciences, des arts et des métiers, et la vie culturelle de Rio à cette époque est devenue soudainement très riche. De même, le départ du roi a vidé la scène aussi vite que le peuple.
Le processus d'indépendance a également coûté cher aux caisses du nouvel empire. Lors de son départ, Jean VI a retiré une fortune de la Banque du Brésil, provoquant en pratique une quasi-faillite nationale ; l'Angleterre a empoché deux millions de livres pour reconnaître l'État indépendant, et la nouvelle maison impériale a dû faire face à une sérieuse réduction de ses dépenses en matière d'art,,. N'ayant pas une solide et ancienne tradition d'éducation et de pratique artistique à un niveau supérieur dans le pays, même les élites locales étaient largement provinciales.
Avec la stabilisation du Second règne, la situation s'améliore, mais cela ne signifie pas qu'il est devenu prodigue ; la tendance est plus à la timidité et à l'humilité. Par rapport à l'opulence des grandes cours européennes, les palais brésiliens ressemblaient davantage aux maisons de la petite noblesse. Même la couronne pour l'ascension de Pierre II a dû être réalisée avec du matériel provenant de la couronne de son père. Quant aux dépenses de l'Académie, elles ne dépassaient pas huit cent vingt mille réals, y compris les bourses, les salaires, l'entretien du matériel et du bâtiment, et les pensions — un chiffre équivalent aux dépenses d'été de la famille impériale à Pétropolis et à la moitié de celles des écuries. Quant au marché de l'art de l'époque, il est toujours resté mince, composé presque exclusivement de la personne de l'empereur et de ses proches,.

### Création d'une identité artistique pour le Brésil

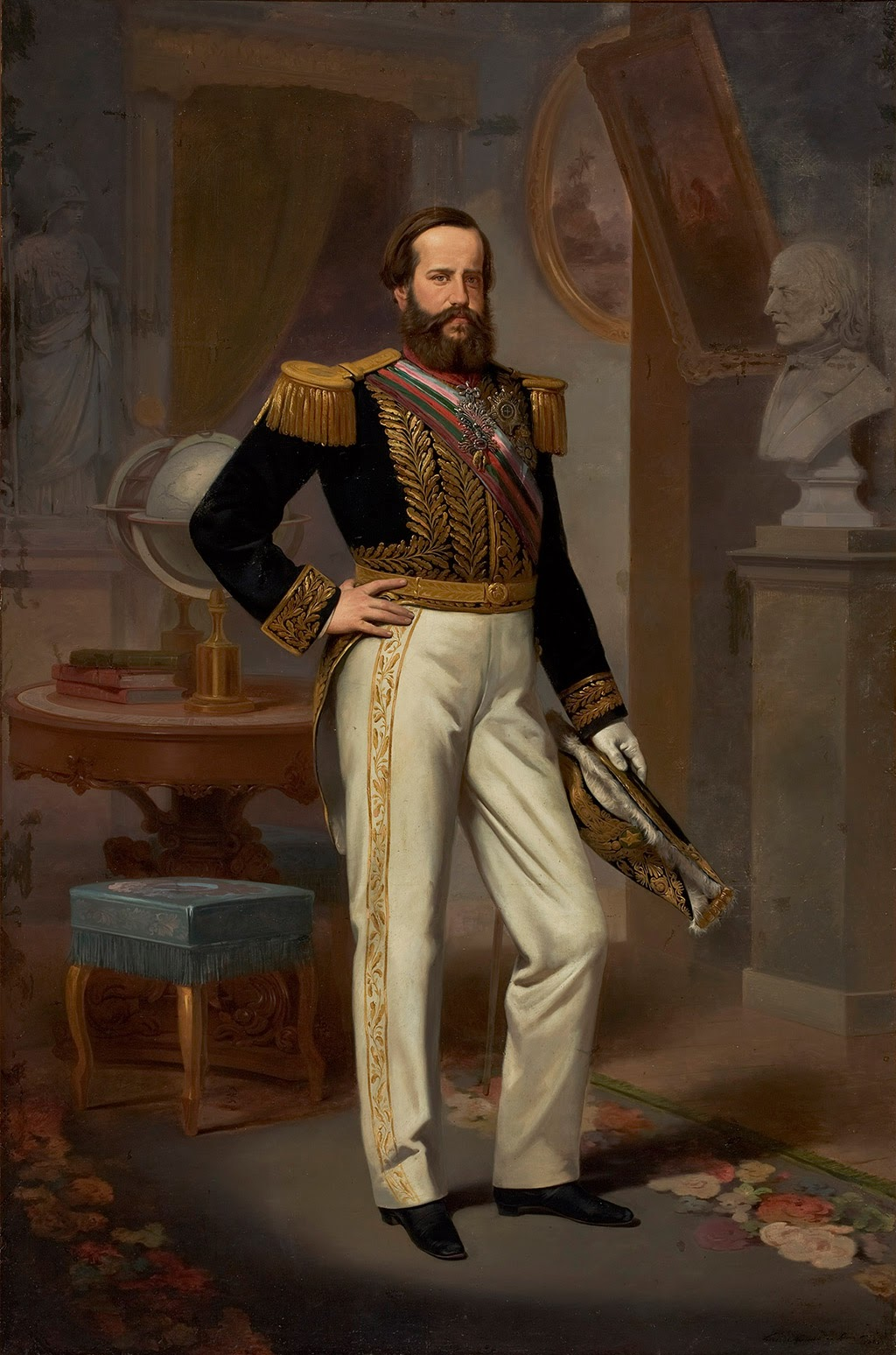
Victor Meirelles, Dom Pedro II (1864, Musée d'art de São Paulo).

Le romantisme brésilien a atteint son apogée lorsqu'en Europe, le mouvement dans sa forme la plus extrême s'était refroidi depuis de nombreuses années, avait perdu sa veine et son caractère transcendantal, sa violence et son goût pour le fantastique et le bizarre, et s'était contenté d'un art de la bourgeoisie illustrée et riche mais conservatrice et sentimentaliste, qui avait renié une grande partie des idéaux égalitaires de la Révolution française et l'élan viril de l'impérialisme napoléonien. C'est ce romantisme de troisième génération qui a été la source principale du développement de la version brésilienne dans le domaine de la peinture, qui s'est produit presque exclusivement dans le cercle de l'Académie impériale des Beaux-Arts. Bien que construite à l'image de l'académie française, l'académie brésilienne n'avait pas de tradition cohérente propre et n'était que mal établie, avec une structure de fonctionnement précaire et un manque de ressources dans tous les domaines. La société brésilienne n'était pas encore assez attentive pour reconnaître la valeur du projet éducatif qu'elle présentait, et les artistes n'étaient pas non plus prêts à en profiter comme s'ils avaient reçu une éducation de base plus complète et plus efficace, à de dignes exceptions près. Les documents de l'époque déplorent à maintes reprises le manque d'enseignants et de matériel, la mauvaise préparation des élèves — certains demeuraient illettrés — et font état d'un certain nombre d'autres difficultés tout au long de leur histoire. Ce que cette école a pu produire dépend en grande partie du mécénat personnel de Pierre II, dont l'intérêt pour les arts et les sciences est bien connu de tous, et qui en a fait le bras exécutif dans le domaine des arts de son projet nationaliste,.

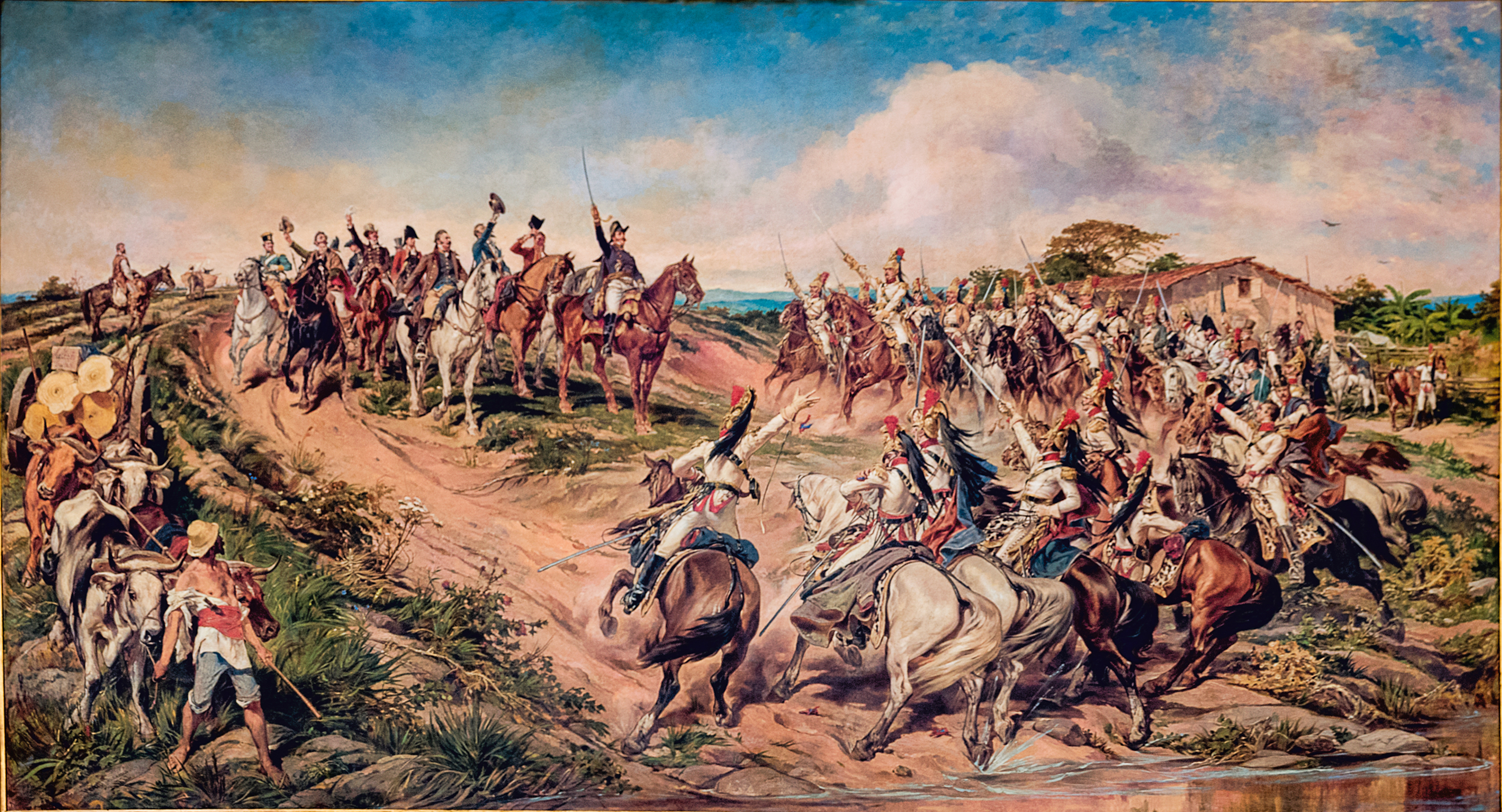
Pedro Américo, Independência ou Morte! (1888, Museu Paulista).

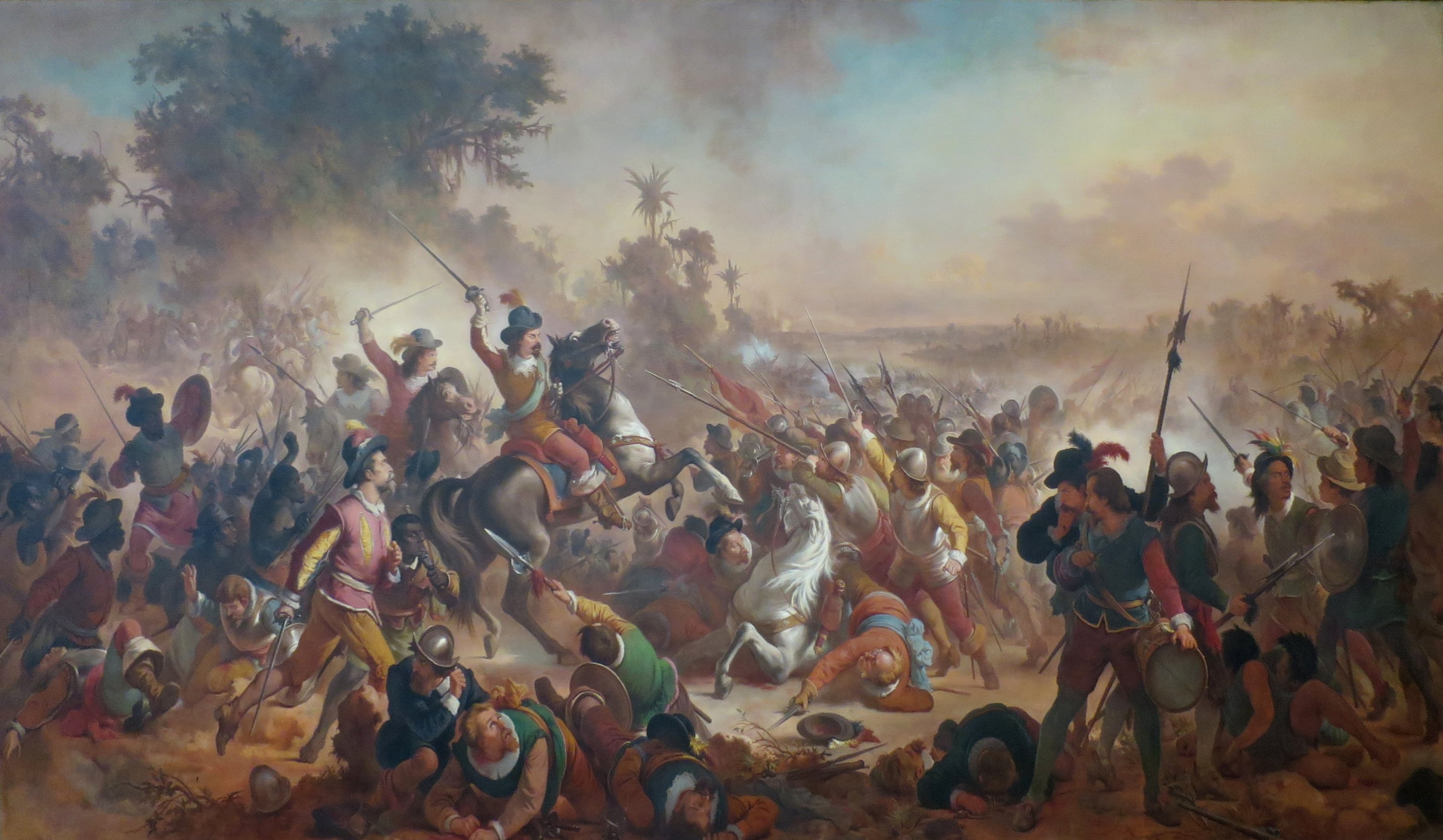
Victor Meirelles, Batalha dos Guararapes (1879, Musée national des Beaux-Arts).

Malgré les obstacles, c'est sous le Second Règne que l'Académie impériale entre dans sa phase la plus stable et la plus productive, étroitement contrôlée par le monarque lui-même. C'est à ce stade, suffisamment préparé, que le Romantisme brésilien trouve les conditions pour s'épanouir dans la peinture, produisant ses principaux noms : Victor Meirelles, Pedro Américo, Rodolfo Amoedo et José Ferraz de Almeida Júnior, ainsi que l'œuvre précurseur de Manuel de Araújo Porto-Alegre. Son travail a été fondamental pour l'élaboration d'un imaginaire symbolique capable d'agglutiner les forces nationalistes en action à cette époque, qui cherchait par tous les moyens à obtenir une équation de l'empire du Brésil avec les États les plus « civilisés » d'Europe et « à ne pas laisser au génie spéculatif de l'étranger le soin d'écrire notre histoire », comme l'explique Januário da Cunha Barbosa (pt), le secrétaire de l'Institut historique et géographique brésilien, un autre organe très engagé dans ce processus,,.
Dans le moule idéologique étroit et la sélectivité thématique qui découlent de ce programme, la passion et l'indépendance créative des voyageurs du début du siècle sont tombées dans le vide, du fait que leur travail n'a pas créé d'école au Brésil. Leurs œuvres étaient essentiellement destinées aux cercles scientifiques naturalistes européens, et apparemment leur influence n'a pas porté de fruits directs, sauf peut-être dans la diffusion internationale des beautés naturelles de la terre, qui allait attirer d'autres artistes plus tard, en plus grand nombre et avec plus à donner pour le développement artistique spécifiquement brésilien. Il y avait plutôt une doctrine assez classiste, où l'on privilégiait le portrait des membres de la nouvelle maison régnante et l'illustration des événements qui ont marqué l'histoire nationale, comme les grandes batailles qui ont défini le territoire et garanti sa souveraineté, le processus d'indépendance et la participation de l'Indien. Ce qui était le plus typiquement romantique dans la peinture nationale était son inclinaison clairement nationaliste, didactique et progressiste, et un idéalisme constant, qui se manifestait dans le choix des thèmes et dans les formes de son expression, avec une inversion significative de la dominance de la ligne sur la tache trouvée dans le motif davidien qui guidait la peinture néo-classique, en accord avec la caractérisation d'une nouvelle sensibilité, différente du néo-classicisme, plus appropriée au portrait des particularismes et, par conséquent, de la brésilianité. Il est également intéressant de souligner les différences entre le romantisme pictural et le romantisme littéraire au Brésil : en l'absence de l'influence byronienne qui avait pénétré la littérature, l'Académie était financée par l'État et le projet nationaliste de l'empereur était par essence optimiste et totalement étranger au côté ultra-sentimental et morbide de la deuxième génération du romantisme littéraire, portée par l'ultra-romantisme des bohémiens qui ont souffert du mal du siècle,.

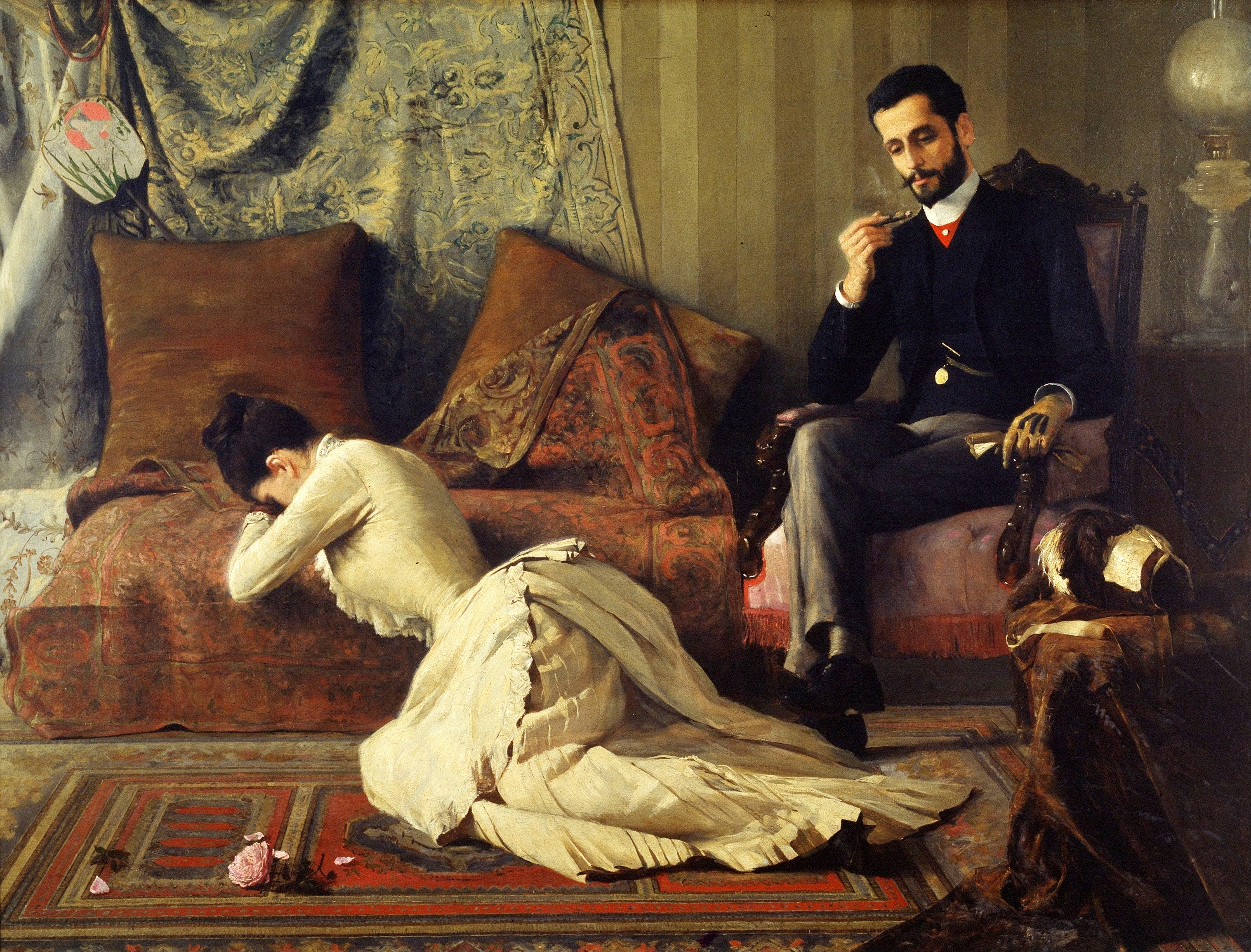
Belmiro de Almeida, ' (1887, Musée national des Beaux-Arts).

Cependant, il est vrai que les principes esthétiques rigides soutenus par l'Académie impériale et son étroite dépendance à l'égard de l'approbation du gouvernement ne permettaient d'exprimer ni l'acte poétique qui définissait pour les romantiques européens la création artistique indépendante et originale, ni un esprit contestataire et révolutionnaire, autre marque du romantisme passionné et même violent des deux premières générations romantiques internationales. Cependant, il ne faut pas seulement attribuer aux impositions officielles le ton beaucoup plus modéré et, selon les termes de certains, conventionnel du romantisme pictural brésilien, car, comme on l'a déjà dit, le grand retard par rapport à l'Europe avec lequel il a commencé au Brésil lui a fait assimiler l'influence non pas tant de son premier élan, mais de la phase de déclin de ce courant, caractérisé par l'art pompier français, qui est essentiellement bourgeois, conformiste, éclectique et sentimental,.
Même s'il existait un système de bourses avec des voyages en Europe pour les artistes les plus éminents afin d'élargir leurs horizons, des recommandations ont été faites pour éviter des influences perturbatrices comme celles d'un Delacroix, par exemple, qui pourraient faire douter de la légitimité d'un gouvernement qui s'était récemment constitué après une longue période de dépendance portugaise ; en effet, l'une des facettes du romantisme brésilien était son rejet systématique du souvenir du Portugal, les habitants recherchant l'éducation et l'inspiration en France ou, dans une moindre mesure, en Italie.

Nicola Antonio Facchinetti, Lagoa Rodrigo de Freitas, Rio de Janeiro (ca. 1884, Musée national des Beaux-Arts).

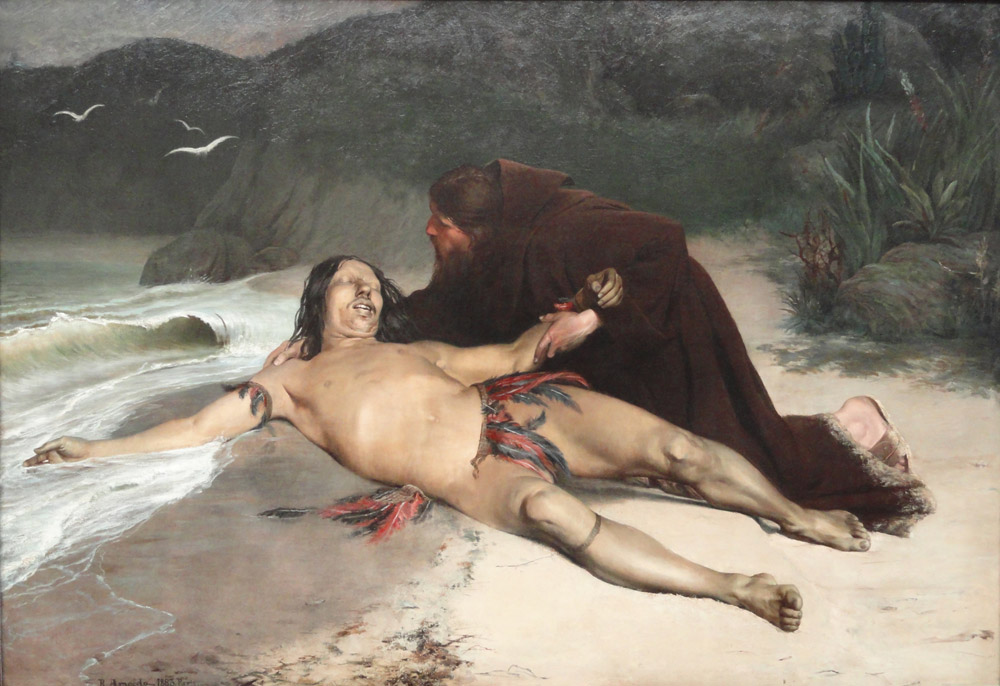
Rodolfo Amoedo, O Último Tamoio (1883, Musée national des Beaux-Arts).

Cependant, les élites engagées dans ce processus de construction d'une identité nationale semblent ignorer les problèmes liés à la reproduction de modèles étrangers. Lilia Schwarcz affirme que dans la tentative d'élaborer une iconographie propre au Brésil, elle est tombée dans un paradoxe. Car si, d'une part, le projet nationaliste de Pierre II avait toutes les caractéristiques de la sincérité et était le fruit d'une nécessité évidente, sa conception du progrès et de la civilisation était encore fortement ancrée en Europe. Il n'est donc pas surprenant que le visage du Brésil qu'il souhaitait présenter au monde ait péché d'un biais, en cherchant un portrait du paysage selon un modèle européen formel et en ignorant complètement les aspects sociaux négatifs tels que l'esclavage. À ce sujet, outre l'intérêt documentaire et ethnographique des voyageurs, le Noir ne cessera d'apparaître dans la peinture académique brésilienne, à de très rares exceptions près, comme un élément anonyme et une simple partie du paysage tandis que le mouvement abolitionniste gagnait déjà une force irrépressible, pour devenir plus commune et plus acceptable après la République. Mais à ce moment-là, le romantisme avait ses jours comptés et de nouvelles écoles esthétiques étaient déjà en place,,.
L'Indien a eu plus de chance. Après des siècles de persécution et de massacres, l'État encourage maintenant son portrait, complètement idéalisé, comme le prototype idéal d'une culture pure et intégrée à son environnement et comme l'autre groupe ethnique reconnu comme formant la nouvelle nation. Le mouvement indien est né, un grand canal d'expression pour les visions romantiques, avec des manifestations encore plus intenses dans la littérature et les arts graphiques,. Il n'est pas étonnant que dans les insignes de Pierre II figurent des plumes de toucan, inspirées de l'art du plumage des chefs indigènes, puisque selon les mots de Lilia Schwarcz,

« Dans les images de l'époque, l'indigénisme a cessé d'être seulement un modèle esthétique pour être incorporé dans la représentation même de la royauté : l'empire a alors procédé à une « mimésis américaine » (Alencastro, 1980:307). Ainsi, à côté des allégories classiques, apparaissent des Indiens presque blancs, idéalisés dans un environnement tropical, ou des chérubins et des allégories qui, partageant l'espace avec les indigènes, commencent à incarner un passé mythique et authentique. »

Enfin, il faut noter que bien que les thèmes historiques, les paysages, les portraits de la famille impériale, d'Indiens et de personnages populaires aient été des thèmes centraux du romantisme pictural brésilien, ils ne s'épuisent pas. Il y a eu une certaine production de natures mortes, de scènes de genre, de sujets religieux et même, plus rarement, d'allégories mythologiques, d'orientalismes et de médiévalismes, des genres qui rendent le panorama romantique brésilien riche et intéressant. Malgré l'émergence d'autres tendances à partir des années 1890, telles que le réalisme, le naturalisme, l'impressionnisme, le symbolisme et l'Art nouveau, une atmosphère romantique demeurera encore perceptible dans la peinture nationale au moins jusqu'aux premières décennies du XXe siècle. En fait, ce n'est qu'avec le mouvement moderniste que le romantisme éclectique qui a caractérisé la peinture brésilienne pendant plus de 50 ans a pris fin en tant qu'école, malgré le fait qu'une grande partie de l'art moderne, et pas seulement l'art brésilien, est, sinon dans son aspect, romantique par essence, pour son accent sur l'individu, l'émotionnel et l'irrationnel, ses idéaux égalitaires et sa veine contestataire, éléments qui ont défini le romantisme depuis son apparition dans l'Europe du XVIIIe siècle et qui, entre les hauts et les bas, perdurent jusqu'à aujourd'hui.

## Artistes représentatifs

### Manuel de Araújo Porto-Alegre

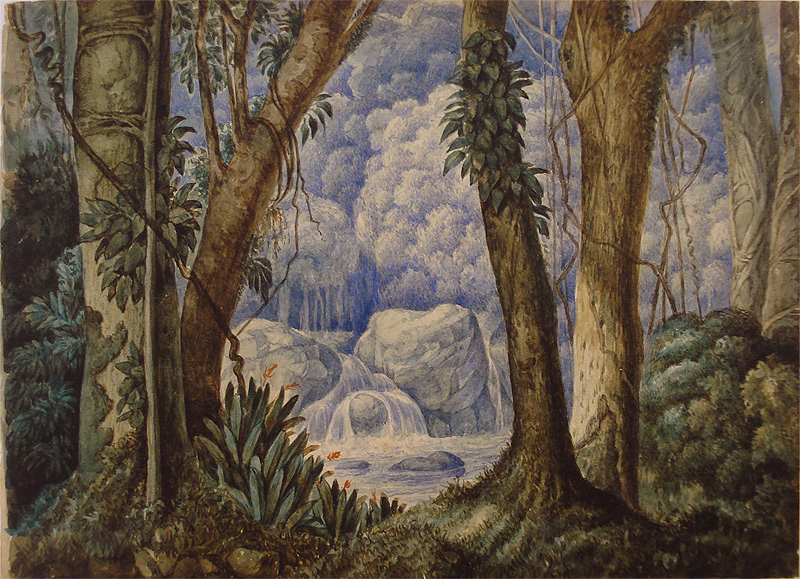
Manuel de Araújo Porto-Alegre, Selva brasileira (1853, Museu Júlio de Castilhos).

Manuel de Araújo Porto-Alegre était un talent polymorphe ; diplomate, critique d'art, historien, architecte, scénographe, poète et écrivain, il a laissé une œuvre peu expressive en peinture, bien qu'il ait été le mentor de la génération suivante et peut-être de tous les romantiques les plus typiques. Ses faits les plus notables ont été d'organiser l'Académie, de promouvoir le nationalisme, de défendre l'art en tant que force sociale pertinente et d'encourager le progrès en général. La fondation du périodique Nitheroy 1836 est considérée comme l'un des premiers jalons du romantisme brésilien. Comme il l'a déclaré dans un discours prononcé lors de la session solennelle de l'Académie en 1855 :

« Les nouvelles classes, que le gouvernement impérial offre (...) aujourd'hui aux jeunes dans le cadre de cette réforme de l'éducation, ouvriront une nouvelle ère pour l'industrie brésilienne, et donneront aux jeunes des moyens de subsistance sûrs. En elles, l'artifice se vera sous un nouveau jour, refusé il y a trente ans par ceux qui vivent d'une partie de leur sueur ; en elles se soustraira une autre partie de la dette contractée à Ypiranga ; parce qu'une nation n'est indépendante que lorsqu'elle échange les produits de ses intelligences, lorsqu'elle se satisfait, ou lorsqu'elle élève sa conscience nationale, et quitte l'arène tumultueuse, où sont débattues les contradictions internes avec les contradictions externes, pour s'occuper de son progrès matériel comme base de son bonheur moral. Dans ces nouvelles classes, il y aura un printemps fructueux dans tout son avenir, une nouvelle vision pour étudier la nature et admirer son infinie variété et beauté. (...) Jeunesse, quittez le mal de l'aspiration aux emplois publics, les télécommunications, qui vous vieillit prématurément et vous condamne à la pauvreté et à un esclavage continu ; appliquez-vous aux arts et à l'industrie : le bras qui est né pour le rabot ou pour la truelle ne doit pas manipuler la plume. Bannissez les préjugés d'une race décadente, et les maximes de la paresse et de la corruption : l'artiste, l'artifice et l'artisan sont d'aussi bons travailleurs dans la construction de la sublime patrie que le prêtre, le magistrat et le soldat : le travail est la force, l'intelligence, et l'intelligence la puissance et la divinité. »

### Pedro Américo

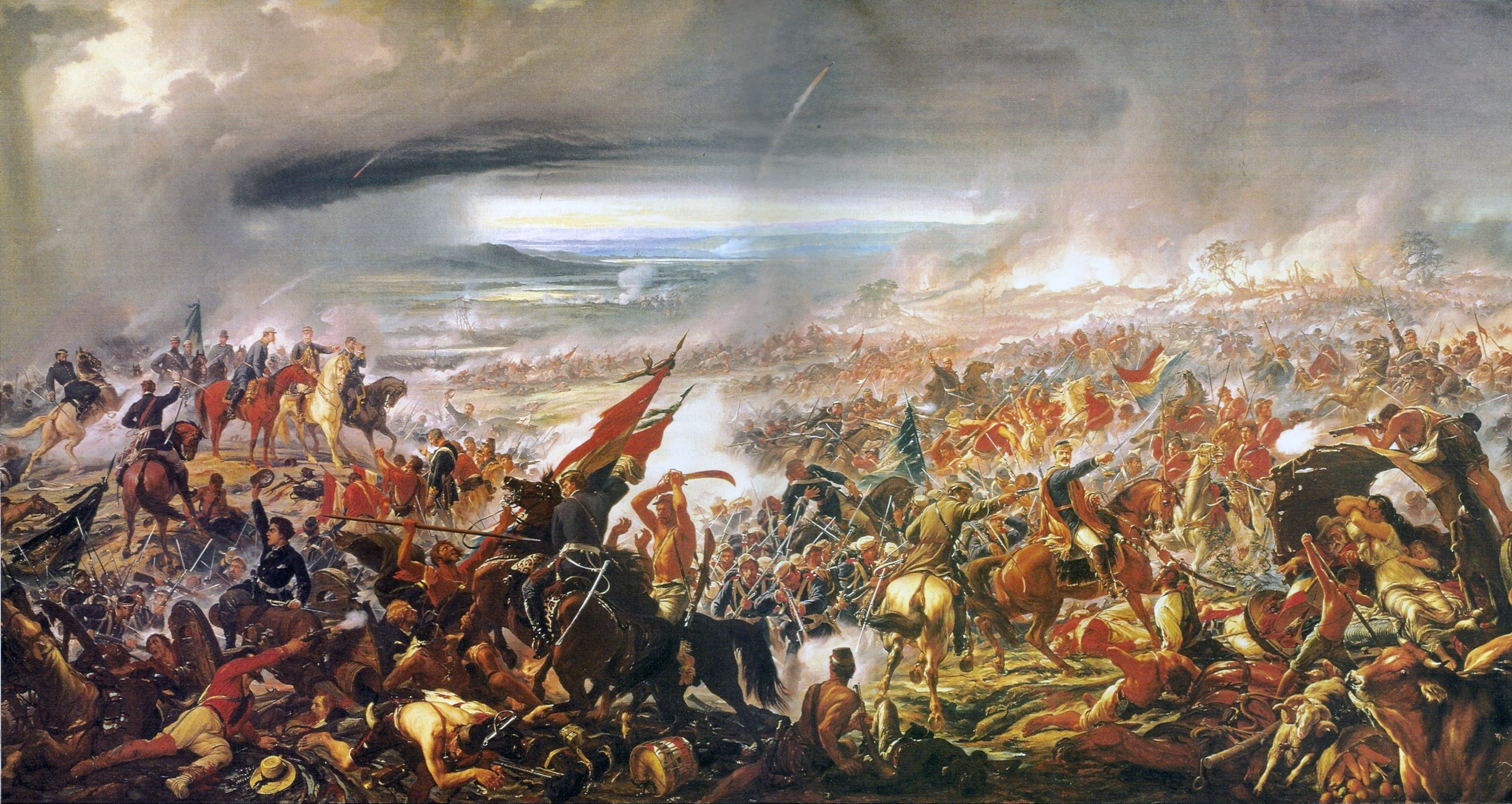
Pedro Américo, Batalha do Avaí (c. 1872-1877, Musée national des Beaux-Arts).

Pedro Américo, dont la scène historique Batalha do Avaí (représentant la bataille d'Avaí, c. 1872-1877), peinte à Florence, l'a propulsé sur le devant de la scène en Europe et l'a rendu célèbre au Brésil avant même qu'il ne soit exposé au public, a suscité un débat esthétique et idéologique passionné, fondamental pour la définition des orientations de l'art brésilien. Il est également un cas rare parmi ses pairs à cultiver de façon intensive l'orientalisme et la peinture religieuse, genres dans lesquels il se déclare plus à l'aise, bien qu'ils ne soient pas sa production la plus pertinente dans l'histoire de la peinture nationale. Ces œuvres restent néanmoins un document intéressant sur le sentimentalisme commun aux derniers romantiques européens, avec lesquels il a vécu la plus grande partie de sa carrière, loin du Brésil.

### Victor Meirelles

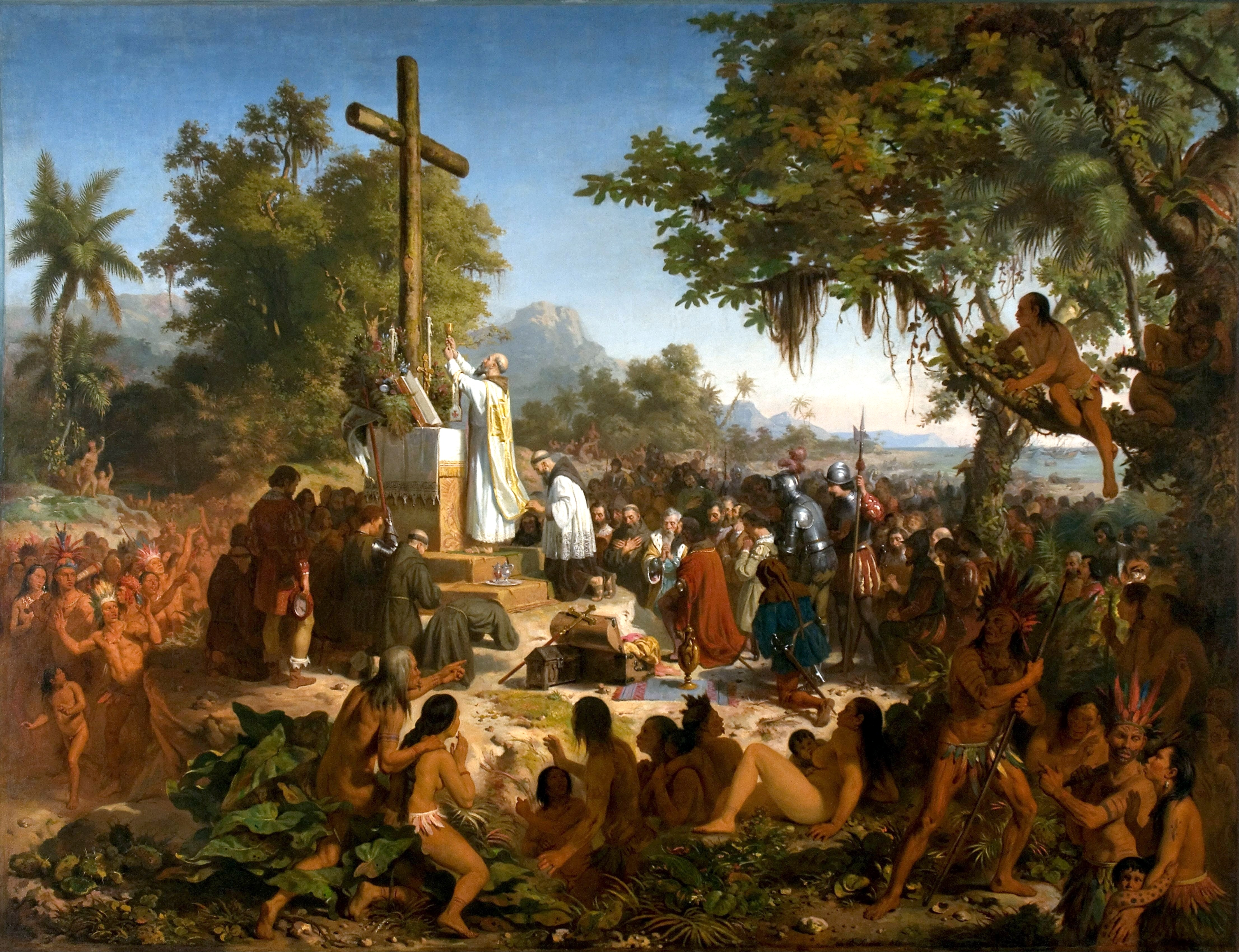
Victor Meirelles, Primeira Missa no Brasil (c. 1861, Musée national des Beaux-Arts).

Victor Meirelles, le principal concurrent de Pedro Américo, est également l'auteur de scènes historiques emblématiques de l'identité nationale, comme Primeira Missa no Brasil (Première messe au Brésil, c. 1861), où il adopte l'indianisme et fusionne sa veine lyrique avec ses penchants parfois classicistes ou néobaroques, donnant ainsi forme à l'un des mythes fondateurs du Brésil. Selon Jorge Coli,

« Meirelles a atteint la rare convergence des formes, des intentions et des significations qui font une image puissante au sein d'une culture. Cette image de la découverte peut difficilement être effacée, ou remplacée. C'est la première messe au Brésil. Ce sont les pouvoirs de l'art qui font l'histoire. »

### Rodolfo Amoedo

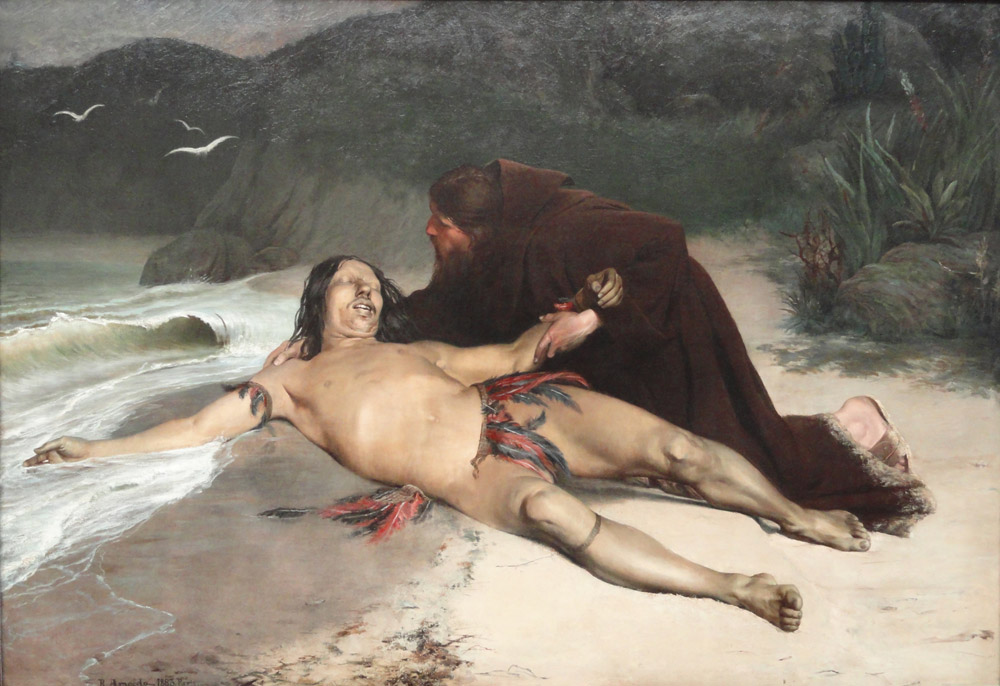
Rodolfo Amoedo, O último Tamoio (1883, Musée national des Beaux-Arts).

Rodolfo Amoedo a beaucoup produit de thèmes mythologiques et bibliques, mais au début des années 1880, il s'est particulièrement intéressé à l'indianisme, produisant l'une des plus importantes pièces de ce courant,  Le Dernier Tamoio, de 1883, où il rassemble des éléments naturalistes dans une représentation romantique riche et élégiaque. Plus tard, son œuvre assimilera l'influence de l'impressionnisme et des touches d'orientalisme, sans toutefois abandonner les atmosphères rêveuses et introspectives si chères à une certaine souche de romantisme. Luiz Gonzaga Duque Estrada dit que sa production atteint son apogée avec des toiles telles que A partida de Jacob (Le départ de Jacob), A narração de Philéctas (La narration de Philéctas) et  Mauvaises Nouvelles et décrit son art comme « un art finement expressif et moins matérialiste, où se dégage la dominante de ses prédilections incarnée dans un raffinement mondain de l'existence, c'est-à-dire un certain épicurisme élégant, appréhendé dans la coexistence sélective d'un milieu cultivé, le super-dix, fortement secoué par des crises sentimentales, sur fond d'atavisme. »

### José Ferraz de Almeida Júnior

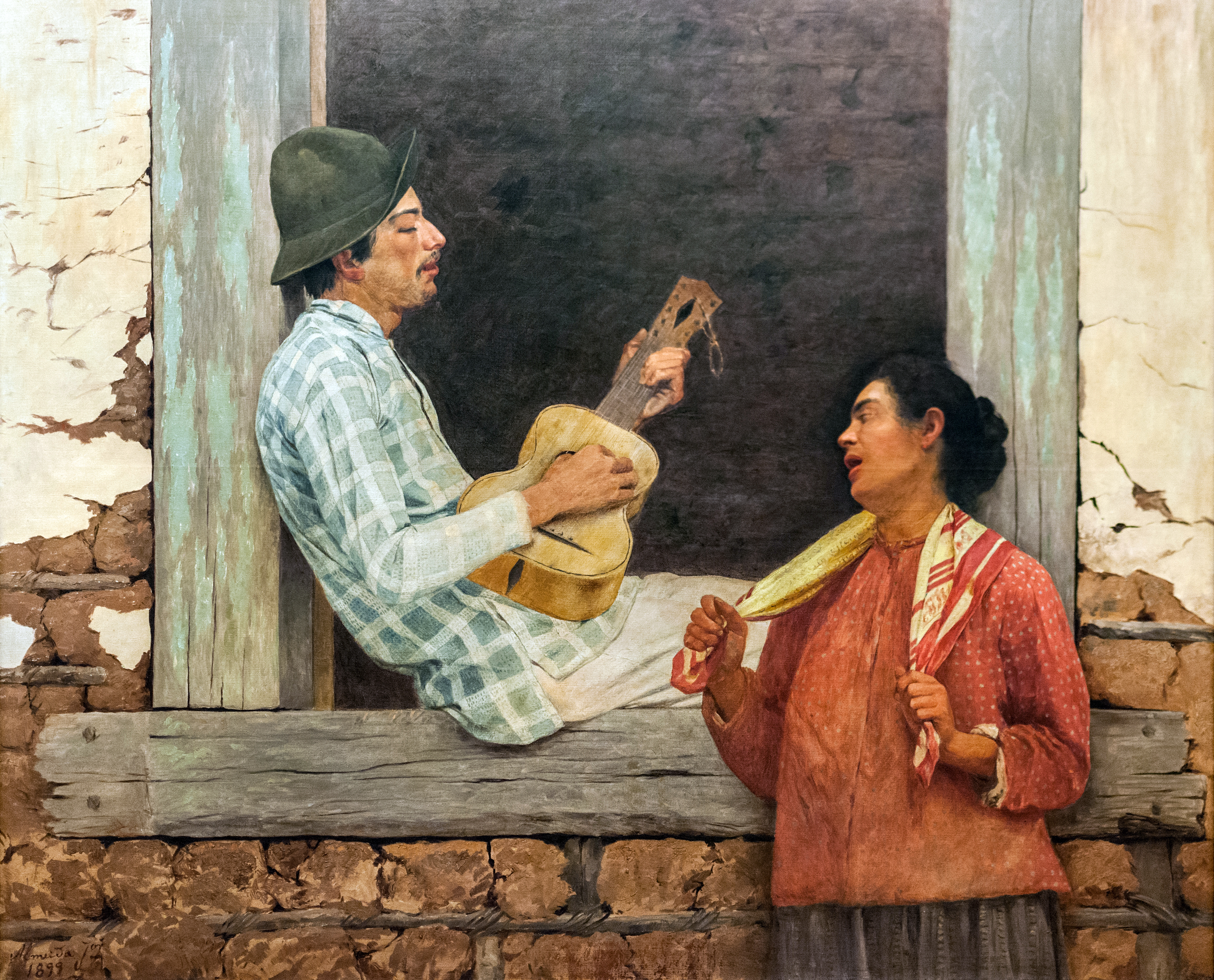
José Ferraz de Almeida Júnior, O violeiro (1899, Pinacothèque de l'État de São Paulo).

José Ferraz de Almeida Júnior est l'autre grand nom de l'époque. Après un début clairement romantique où il a laissé des œuvres importantes, Almeida Júnior a rapidement évolué vers l'incorporation du réalisme, avec un grand intérêt pour les personnages populaires de l'intérieur. Il était le peintre par excellence du goût de la terre, de la beauté du paysage, de la lumière brésilienne, et ce brésilianisme durable est ce qui justifie le plus son inclusion parmi les romantiques nationaux brésiliens.

### Autres artistes

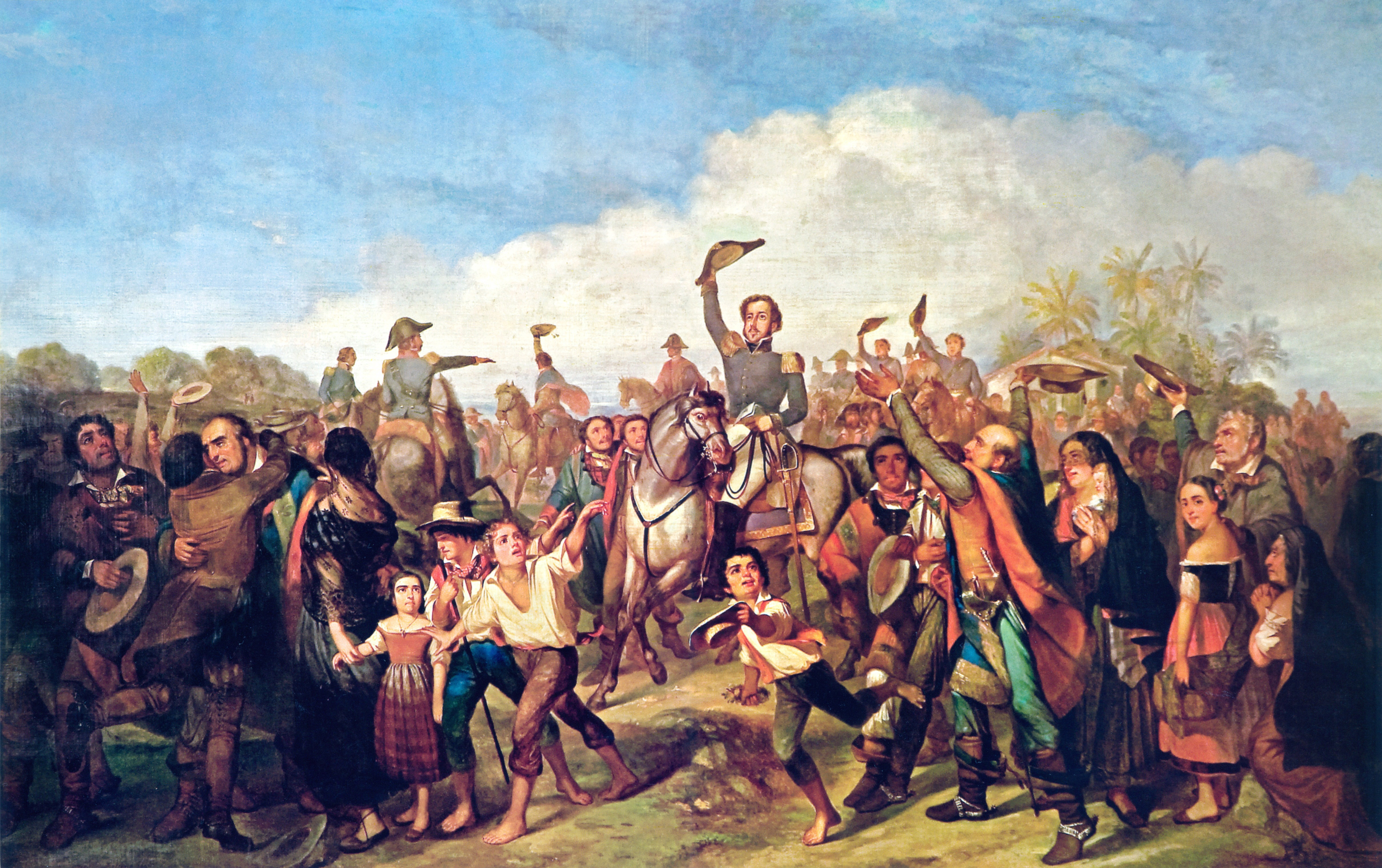
François-René Moreaux, A Proclamação da Independência (1844, Musée impérial du Brésil).

D'autres Brésiliens remarquables ont également travaillé dans un esprit romantique au moins pendant une partie de leur carrière. Parmi eux, Jerônimo José Telles Júnior, Aurélio de Figueiredo (pt), Henrique Bernardelli, Antônio Parreiras, Antônio Firmino Monteiro (pt), João Zeferino da Costa, Belmiro de Almeida, Eliseu Visconti, Arthur Timótheo da Costa, Pedro Weingärtner et Décio Villares.
Il faut aussi mentionner le grand nombre d'artistes étrangers qui, après les précurseurs mentionnés dans le passage sur la fondation du romantisme national, en passant par le Brésil ou s'y installant définitivement, ont apporté une contribution très importante à la période de l'apogée de la peinture romantique et au fonctionnement de l'Académie impériale, en se consacrant à la peinture d'histoire et en répandant la pratique de l'aménagement paysager extérieur, et aussi à l'enseignement. Parmi ceux-ci, on peut citer les paysagistes Henri Nicolas Vinet (pt), Georg Grimm et Nicola Antonio Facchinetti (pt), les marinistes Eduardo De Martino et Giovanni Battista Castagneto, et les peintres d'histoire José Maria de Medeiros (pt), Pedro Peres (pt), Louis-Auguste Moreaux, François-René Moreaux et Augusto Rodrigues Duarte (pt).

## Postérité
De même que la définition des caractéristiques et des limites chronologiques du romantisme international n'a pas encore fait l'objet d'un consensus dans l'opinion des critiques extérieurs au Brésil, l'analyse de la peinture brésilienne de la seconde moitié du XIXe siècle est encore imprégnée de subtilités, de contradictions et de flou. Certains hésitent face à l'affirmation de sa valeur et doutent même que cette production puisse vraiment être qualifiée de romantique, car elle présente des traits clairement néo-classiques et d'autres réalistes, a subi un fort dirigisme politique et est inextricablement liée à l'Académie impériale des Beaux-Arts, et son histoire est largement confondue avec la sienne. Cette opinion, en bref, est celle qui a prévalu parmi les historiens de l'art jusqu'à une bonne partie du XXe siècle, mais les études les plus récentes, réalisées dans une perspective historique plus large et plus complète, semblent convenir que le style romantique est bien caractérisé et a joué un rôle de grande importance dans son moment historique, bien qu'en fait on ne puisse parler au Brésil que d'un « romantisme académique ».
Comme l'Académie, le mouvement est attaqué depuis la fin du XIXe siècle par des écrivains de la jeune génération, tels que Luiz Gonzaga Duque Estrada et Angelo Agostini, qui considèrent leur idéalisme utopique comme anémique, élitiste, dépassé, servile et trop dépendant de l'Europe, déconnecté des temps modernes et sans plus grande pertinence pour la culture nationale. En critiquant les prétendues faiblesses du romantisme national, ils aspiraient à un progrès artistique rapide pour leur patrie, mais manquaient du détachement temporel nécessaire à l'impartialité et à l'équilibre du jugement. Analysant uniquement le moment et l'environnement circonscrit dans lequel ils vivaient, ils n'ont apparemment pas pris en compte les avancées déterminantes qui ont conduit au développement artistique brésilien au XIXe siècle. Ils n'ont pas non plus estimé correctement les possibilités réelles de renouvellement culturel à grande échelle d'un pays qui se consolidait à peine en tant qu'entité indépendante et qui possédait un héritage baroque long et profondément enraciné qui, même à la fin du XIXe siècle, subsistait encore dans diverses régions et dans diverses expressions de l'art et de la culture populaires, et qui était peu affecté par ce qui s'est passé dans la capitale de l'Empire,,,.

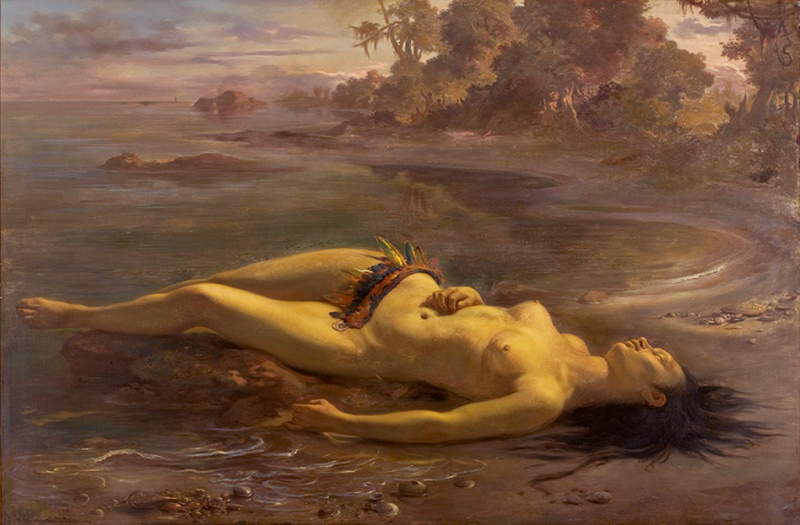
Victor Meirelles, Moema (1866, Musée d'art de São Paulo).

Malgré toutes les critiques qui ont pu surgir, et considérant que tout ce « mouvement » a été créé ex nihilo, ce qui a été produit dans la peinture romantique au Brésil dans la seconde moitié du XIXe siècle peut très bien être considéré comme le triomphe d'une révolution esthétique qui a laissé des traces durables dans la mémoire collective nationale et a signifié l'entrée du pays dans la modernité. Lorsque les Batailles de Meirelles et d'Américo ont été exposées au Salão (Salon) de 1879, leur impact sur le public a été immédiat et spectaculaire ; elles ont été visitées pendant 62 jours par 292 286 personnes, alors que Rio de Janeiro comptait un peu plus de 300 000 habitants, un succès dont les proportions n'ont pas été dépassées par les biennales de São Paulo contemporaines. C'est avec une œuvre romantique, A Primeira missa no Brasil (La première messe au Brésil, de Victor Meirelles, 1861), que le Brésil a été représenté pour la première fois dans l'exigeant Salon de Paris, et avec La bataille des Avaí, un auteur national a connu pour la première fois la célébrité dans l'Ancien Monde, ce qui a marqué les premiers pas, bien que timides, d'une participation active du pays dans le circuit artistique international. Ces œuvres et d'autres œuvres capitales du romantisme brésilien, comme Moema, O Último Tamoio, Independência ou Morte! ou Fala do Trono, sont les reconstructions visuelles les plus mémorables de l'histoire du Brésil. Leur prestige populaire n'a jamais décliné, ils sont reproduits dans tous les manuels scolaires et touchent un public de millions de nouveaux élèves chaque année, ce qui atteste sans doute le mérite de leurs auteurs, l'efficacité de ce style et la clairvoyance du projet officiel par la force duquel ils sont nés. Le sauvetage de l'Indien opéré par les romantiques, plus la représentation empathique et positive d'autres personnages populaires, a représenté le premier mouvement vers une nouvelle intégration nationale, et le nationalisme qui a dirigé une grande partie de la production romantique a jeté les bases de la notion moderne de brésilianité,,.